# Aerostar (Game Boy)
Aerostar és un videojoc del tipus shoot'em-up per la consola Nintendo Game Boy, desenvolupat i publicat per Vic Tokai el 1991.